# Can Moragues (Santa Maria del Camí)
Can Moragues és una possessió de Santa Maria del Camí, amb cases adjuntes a les de s'Arboçar d'on és una antiga segregació.
Es troba al costat del vell camí de Robines, en l'actualitat carretera de Santa Maria a Alaró, entre s'Arboçar, Mainou, Son Perot Fiol, Cas Frares, Son Verdera i Son Credo. Els terrenys de Can Moragues en l'actualitat es troben coberts d'ametlerar en la seva majoria, l'olivar anterior va ser eliminat a la primera meitat del segle xx. Les cases es troben convertides en un hotel rural des de 1994 i conserven el celler (actual restaurant de l'hotel) i la tafona. Dins Can Moragues s'hi trobaven dos arbres memorables, ja desapareguts, es Pi Gros de Can Moragues, amb una soca de prop de 5 metres de diàmetre, i s'Alzina Grossa de Can Moragues.
La divisió de s'Arboçar es produí per testament de Bartomeu Jaume (1485-1544) que dividí la propietat entre els seus fills Joan (que heretà la part que mira a Ciutat) i Miquel (que heretà la part que mira a Inca (Mallorca) i després va ser Can Moragues), tal com consta en un document de 1545. El 1660 era propietat de Joan Moragues i el 1728 de Guillem Moragues. El 1817 era propietat d'Anna Moragues i tenia 123 quarterades. El 1833 tenia una sort que era ets Antigons, oliverar darrere les cases, hort amb sínia, vinya de l'hort, oliverar de darrere l'hort, i s'Olivar Prim. Tenia 67 quarterades de camp, vinya, figueral, garroferal, oliverar i hort.